# Garrison Mathews
Garrison Mathews (ur. 24 października 1996 we Franklin) – amerykański koszykarz, występujący na pozycji rzucającego obrońcy, obecnie zawodnik Atlanty Hawks. 
W 2019 reprezentował Washington Wizards, podczas letniej ligi NBA.
28 września 2021 dołączył do Boston Celtics. 16 października 2021 został zwolniony. 18 października 2021 zawarł umowę z Houston Rockets na występy zarówno w NBA, jak i zespole G-League – Rio Grande Valley Vipers. 18 grudnia 2021 Rockets przekonwertowali jego umowę na standardowy kontrakt. 9 lutego 2023 został wytransferowany do Atlanty Hawks.

## Osiągnięcia
Stan na 12 lutego 2023, na podstawie, o ile nie zaznaczono inaczej.
NCAA
- Uczestnik rozgrywek turnieju:
  - NCAA (2018)
  - Portsmouth Invitational Tournament (2019)
- Mistrz:
  - turnieju konferencji Atlantic Sun (A-Sun – 2018)
  - sezonu regularnego A-Sun (2019)
- Koszykarz roku konferencji Atlantic Sun (2019)[9]
- MVP turnieju A-Sun (2018)
- Zaliczony do:
  - I składu:
    - A-Sun (2017–2019)
    - turnieju A-Sun (2017–2019)
    - najlepszych pierwszorocznych zawodników A-Sun (2016)

  - składu honorable mention All-American (2019 przez Associated Press)
- Lider A-Sun:
  - strzelców (21,7 – 2018, 20,8 – 2019)
  - w skuteczności rzutów za 3 punkty (40,3% – 2019)
  - w liczbie:
    - zdobytych punktów (715 – 2018, 750 – 2019)
    - celnych rzutów:
      - z gry (222 – 2019)
      - za 3 punkty (116 – 2019)

    - celnych i oddanych rzutów wolnych (2017–2019)
    - oddanych rzutów za 3 punkty (2017–2019)

  - wszech czasów w liczbie:
    - punktów (2478)
    - celnych (360) i oddanych (963) rzutów za 3 punkty